# نظرية حاسوبية للعقل

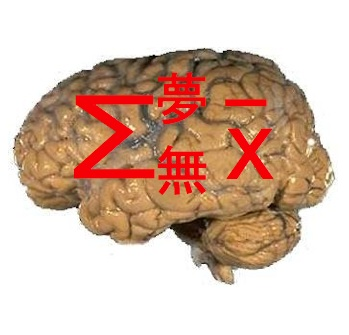
يشكل الدماغ البشري جهازًا فائق التطور لمعالجة الحسابات

في فلسفة العقل، تمثل النظرية الحاسوبية للعقل (سي تي إم)، التي تُعرف أيضًا باسم الحوسبية، عائلة من وجهات النظر المنطوية على اعتبار العقل البشري نظامًا قادرًا على معالجة المعلومات واعتبار المعرفة والوعي معًا شكلًا من أشكال الحوسبة. يرجع أول اقتراح لاعتبار النشاط العصبي حوسبي إلى وارن مكولوتش ووالتر بيتس (1943). جادل الاثنان أن الحوسبات العصبية قادرة على تفسير المعرفة. اقتُرحت النظرية في شكلها الحديث بواسطة هيلاري بوتنام في عام 1967، ليطورها في وقت لاحق طالب الدكتوراه، والفيلسوف والعالم المعرفي جيري فودور في ستينيات، وسبعينيات وثمانينيات القرن العشرين. لاقت هذه النظرية منازعات شديدة في الفلسفة التحليلية في تسعينيات القرن العشرين نتيجة أعمال بوتنام نفسه بالإضافة إلى جون سورل وآخرين.
تنص النظرية الحاسوبية للعقل على اعتبار العقل بمثابة نظام حاسوبي قابل للتحقيق (أي تنفيذه ماديًا) من خلال النشاط العصبي في الدماغ. يمكن صياغة هذه النظرية باستخدام العديد من الطرق المختلفة وقد تتباين إلى حد كبير بالاعتماد على كيفية فهم مصطلح الحوسبة. يمكن فهم الحوسبة عمومًا من ناحية آلات تورنغ التي تتلاعب بالرموز بالاستناد إلى قاعدة معينة، بالإضافة إلى الحالة الداخلية الخاصة بالآلة. يتمثل العامل الحاسم لهذا النموذج الحوسبي في السماح بالتجريد بعيدًا عن التفاصيل المادية المحددة الخاصة بالآلة المسؤولة عن تنفيذ الحوسبة. على سبيل المثال، من الممكن تنفيذ الحوسبة الملائمة إما باستخدام الرقائق السيليكونية أو الشبكات العصبية الحيوية، طالما أن هناك سلسلة من المخرجات القائمة على عمليات التلاعب بالمدخلات والحالات الداخلية، التي يمكن إجراؤها وفقًا لقاعدة محددة. نتيجة لذلك، لا تفضي النظرية الحاسوبية للعقل إلى اعتبار العقل ببساطة نظيرًا للبرنامج الحاسوبي، بل إلى اعتباره نظامًا حاسوبيًا بشكل حرفي.
غالبًا ما يُشار إلى استلزام النظريات الحاسوبية للعقل تمثيلات عقلية إذ تأتي «المدخلات» إلى داخل الحوسبة على شكل رموز أو تمثيلات لكائنات أخرى. لا يمكن للحاسوب حوسبة كائن فعلي إذ يلجأ إلى تفسير الكائن وتمثيله في شكل معين ومن ثم حوسبة التمثيل الناتج. ترتبط النظرية الحاسوبية للعقل مع النظرية التمثيلية للعقل في استلزام كلتيهما النظر في الحالات العقلية باعتبارها تمثيلات. مع ذلك، تركز النظرية التمثيلية للعقل على الرموز الخاضعة لعمليات التلاعب. يعمل هذا النهج على تفسير النظامية والإنتاجية بشكل أفضل. من منظور فودور الأصلي، ترتبط النظرية الحاسوبية للعقل أيضًا مع لغة الفكر. تسمح فرضية لغة الفكر للعقل بمعالجة تمثيلات أكثر تعقيدًا بمساعدة من علم المعاني. (انظر أدناه في علم معاني الحالات العقلية).
أشارت الأعمال الأخيرة إلى إمكانية التمييز بين العقل والمعرفة. من خلال بنائها على تقليد مكولوتش وبيتس، تنص النظرية الحاسوبية للمعرفة (سي تي سي) على تفسير الحوسبات العصبية للمعرفة. تؤكد النظرية الحاسوبية للعقل على كون المعرفة، فضلًا عن الوعي الظاهراتي أو الكيفيات المحسوسة، حاسوبية. يعني هذا بدوره استلزام النظرية الحاسوبية للعقل وجود النظرية الحاسوبية للمعرفة. بينما يمكن للوعي الظاهراتي تلبية دور وظيفي آخر، تترك النظرية الحاسوبية للمعرفة الباب مفتوحًا أمام احتمالية وجود بعض الجوانب غير الحاسوبية للعقل. نتيجة لذلك، توفر النظرية الحاسوبية للمعرفة إطارًا توضيحيًا هامًا من أجل فهم الشبكات العصبية، مع تجنب الحجج المضادة التي تتمحور حول الوعي الظاهراتي.

## «استعارة الحاسوب»
تختلف النظرية الحاسوبية للعقل عن استعارة الحاسوب، التي تقارن العقل بالحاسوب الرقمي الحديث. تقتصر النظرية الحاسوبية للعقل على استخدام بعض من هذه المبادئ المستخدمة في الحوسبة الرقمية. بينما تعمل استعارة الحاسوب على إيجاد تناظر بين العقل باعتباره البرنامج والدماغ باعتباره المكونات المادية، تزعم النظرية الحاسوبية للعقل بأن العقل عبارة عن نظام حاسوبي. بشكل أكثر تحديد، تنص هذه النظرية على أن المحاكاة الحاسوبية للعقل كافية من أجل تحقيق وجود فعلي للعقل، وأن العقل قابل حقًا للمحاكاة حاسوبيًا.  
لا يُقصد بوصف «النظام الحاسوبي» هنا الحاسوب الإلكتروني الحديث. عوضًا عن ذلك، يمثل النظام الحاسوبي معالج الرموز قادر على اتباع مجموعة من الوظائف خطوة بخطوة بهدف حساب المدخلات وتشكيل المخرجات. يصف ألان تورنغ هذا النوع من الحواسيب في مفهومه عن آلة تورنغ.

## المؤيدون الأوائل للنظرية
يُعتبر توماس هوبز أحد أوائل مؤيدي النظرية الحاسوبية للعقل، إذ قال، «من خلال التفكير العقلي، أستطيع فهم الحوسبة. إن الحوسبة عبارة عن جمع حاصل العديد من الأشياء المضافة سوية في الوقت نفسه، أو معرفة الباقي عند أخذ شيء من شيء آخر. نتيجة لذلك، فإن التفكير العقلي نفسه عبارة عن تنفيذ الجمع أو الطرح. نظرًا إلى وجود هوبز في زمن سابق للتعريف المعاصر للحوسبة مع إجراءات تمثيلية فعالة، لا يمكن بالتالي تفسير أقواله على أنه مؤيد صريح للنظرية الحاسوبية للعقل، بمعناها المعاصر.

## انتقاداتها
اقتُرحت مجموعة واسعة من الحجج المعارضة لمفاهيم مؤيدي المادية المستخدمة في النظريات الحاسوبية للعقل.
تأتي إحدى الانتقادات المبكرة، وإن كانت غير مباشرة، للنظرية الحاسوبية للعقل من الفيلسوف جون سورل. في تجربته الفكرية المعروفة باسم الغرفة الصينية، يحاول سورل دحض الادعاءات بإمكانية امتلاك عوامل الذكاء الاصطناعية القصدية والفهم وأن هذه الأنظمة، على اعتبارها عقولًا بحد ذاتها، كافية من أجل دراسة العقل البشري. يتوجه سورل إلينا ليطلب منا تخيل رجل في غرفة ما حيث تنقطع أي وسيلة ممكنة للتواصل مع أي أحد أو أي شيء خارج هذه الغرفة، باستثناء قطعة ورقية محتوية على بعض الرموز المكتوبة بعد تمريرها إليه من أسفل الباب. بعد امتلاكه هذه الورقة، يجب على الرجل استخدام سلسلة من كتب القواعد المتاحة لإعادة هذه الورقة محملة برموز مختلفة. تعود هذه الرموز، التي لا يميزها الرجل، إلى اللغة الصينية، إذ تولد هذه العملية محادثة يمكن للمتحدث الصيني خارج الغرفة فهمها. يؤكد سورل على عدم امتلاك الرجل القدرة على فهم المحادثة الصينية. يُعتبر هذا ما تقدمه لنا بالضبط النظرية الحاسوبية للعقل – نموذج يعمل من خلاله العقل على فك الرموز وإخراج المزيد من الرموز. يجادل سورل بعدم مضاهاة هذا للفهم الحقيقي أو القصدية الحقيقية. كُتب هذا الانتقاد في الأصل باعتباره رفض اعتراف بفكرة عمل الحواسيب كالعقول.

أثار سورل المزيد من الأسئلة حول ماهية الأمور المكونة للحوسبة:
يعمل الجدار خلف ظهري الآن على تنفيذ برنامج وورد ستار، نظرًا إلى وجود نمط من حركات الجزيئات المتماثلة في شكلها مع البنية الشكلية لوورد ستار. لكن في حال تنفيذ الجدار لبرنامج وورد ستار، في حال كان جدارًا كبيرًا بما يكفي، يمكنه عندئذ تنفيذ أي برنامج، بما في ذلك أي برنامج مطبق بواسطة الدماغ.
يمكن الإشارة إلى الاعتراضات مثل اعتراض سورل باسم اعتراضات عدم الكفاءة. تزعم هذه الاعتراضات أن النظريات الحاسوبية للعقل فاشلة نظرًا إلى عدم كفاية الحوسبة لتفسير بعض القدرات العقلية. يمكن فهم الحجج من الكيفيات المحسوسة، مثل حجة المعرفة لفرانك جاكسون، بوصفها اعتراضات على النظريات الحاسوبية للعقل بهذه الطريقة – على الرغم من استهدافها المفاهيم المادية للعقل بشكل عام، وليس النظريات الحاسوبية بشكل محدد.
يوجد أيضًا بعض الاعتراضات الموضوعة خصيصًا من أجل النظريات الحاسوبية للعقل.
أصبح بوتنام نفسه (انظر على وجه التحديد التمثيل والواقع والجزء الأول من فلسفة التجديد) أحد أبرز ناقدي الحوسبية لعدة أسباب مختلفة، بما في ذلك تلك المتعلقة بحجج الغرفة الصينية لسورل، وأسئلة العلاقات المرجعية كلمة – عالم والأفكار حول معضلة العقل والجسد. فيما يتعلق بالوظيفية على وجه التحديد، ادعى بوتنام بطريقة مشابهة لحجج سورل، لكن بشكل أكثر عمومية، أن التساؤل حول قدرة العقل البشري على تنفيذ الحالات الحاسوبية غير متعلق بمسألة طبيعة العقل، نظرًا إلى أن «كل نظام مفتوح عادي من شأنه إدراك كل آلة ذاتية التشغيل محدودة مجردة». استجاب مؤيدو الحوسبية من خلال السعي إلى تطوير معايير قادرة على وصف ما يمكن اعتباره تنفيذًا بالضبط.
اقترح روجر بنروز فكرة عدم استخدام العقل البشري لإجراء حوسبي سليم معروف من أجل فهم التعقيدات الرياضية واكتشافها. يشير هذا إلى أن حاسوب تورنغ الكامل العادي مفتقر إلى القدرة على التيقن من بعض الحقائق الرياضية التي يمكن للعقول البشرية التيقن منها.

### الحوسبية الكلية
يواجه مؤيدو النظرية الحاسوبية للعقل سؤالًا هامًا على الرغم من بساطته وقد وُصفت الإجابات عليه بالمراوغة والجدلية: ما الذي يتطلبه النظام المادي (مثل العقل، أو الحاسوب الاصطناعي) من أجل تأدية عمليات الحوسبة؟ تستند إحدى التعليلات المباشرة للغاية إلى التعيين البسيط بين عمليات الحوسبة الرياضية المجردة والأنظمة المادية: يعمل النظام على تأدية الحوسبة «سي» إذا وفقط إذا كان هناك تعيين بين تسلسل من الحالات التي تخضع للتفريد بواسطة «سي» وتسلسل من الحالات التي تخضع للتفريد بواسطة الوصف المادي للنظام.
يجادل بوتنام (1988) وسورل (1992) بأن تعليل التعيين البسيط (إس إم إيه) هذا من شأنه التقليل من أهمية الاستيراد التجريبي للتوصيفات الحاسوبية وتسخيفه. كما أفاد بوتنام، «كل شيء عبارة عن آلة ذاتية التشغيل احتمالية تحت درجة من الوصف». حتى الصخور، والجدران ودلاء الماء – على عكس المظاهر – هي أنظمة حاسوبية. يحدد غالتيرو بيتشينيني الإصدارات المختلفة من الحوسبية الكلية.
ردًا منهم على نقد التسخيف، ومن أجل تقييد تعليل التعيين البسيط، قدّم فلافسة العقل تعليلات مختلفة للأنظمة الحاسوبية. تشمل هذه التعليلات عادة كلًا من التعليل السببي، والتعليل الدلالي، والتعليل النحوي والتعليل الميكانيكي. عوضًا عن التقييد الدلالي، يفرض التعليل النحوي وجود تقييد نحوي. قد غالتيرو بيتينيني التعليل الميكانيكي لأول مرة في عام 2007.

## المنظرون البارزون
- اقترح دانيال دينيت نموذج المسودات المتعددة، إذ يبدو الوعي من خلاله خطيًا لكنه في الواقع ضبابي أو مليء بالثغرات، بالإضافة إلى توزعه عبر الزمان والمكان في الدماغ. الوعي هو الحوسبة، لا يوجد أي خطوة إضافية من شأنها منحك القدرة على الوعي بهذه الحوسبة.
- يجادل جيري فودور بأن الحالات العقلية، مثل المعتقدات والرغبات، عبارة عن علاقات بين الأفراد والتمثيلات العقلية. يؤكد فودور أن هذه التمثيلات غير قابلة للتفسير بشكل صحيح إلا فيما يتعلق بلغة الفكر (إل أو تي) في العقل. علاوة على ذلك، تُعد لغة الفكر نفسها مقننة داخل الدماغ، وليست مجرد أداة تفسيرية مفيدة. يلتزم فودور بنوع من الوظيفية، مؤكدًا على أن التفكير وغيره من العمليات العقلية مكونة بشكل أساسي من عمليات الحوسبة التي تعمل على قواعد اللغة الخاصة بالتمثيلات المسؤولة عن تشكيل لغة الفكر. في عمليه اللاحقين (المفاهيم والدردار والخبير)، عمل فودور على تحسين وجهات نظره الأصلية المؤيدة للحوسبية وحتى التشكيك في بعض منها، بالإضافة إلى تبنيه لغة الفكر 2، التي تمثل نسخة معدلة للغاية من لغة الفكر.
- اقترح ديفيد مار امتلاك العمليات المعرفية ثلاثة مستويات من الوصف: المستوى الحاسوبي، الذي يشير إلى المسألة الحاسوبية القابلة للحل بواسطة العملية المعرفية؛ والمستوى الخوارزمي، الذي يقدم الخوارزمية المستخدمة من أجل حوسبة المسألة المفترضة على المستوى الحاسوبي؛ والمستوى التنفيذي، الذي يشير إلى التنفيذ المادي للخوارزمية المفترضة على المستوى الخوارزمي في الدماغ.
- صاغ أولريك نيسر مصطلح علم النفس المعرفي في كتابه الذي حمل هذا العنوان ونُشر في عام 1967. يميز نيسر الأفراد باعتبارهم أنظمة ديناميكية معالجة للمعلومات ذات عمليات تشغيلية عقلية يمكن وصفها باستخدام مصطلحات حاسوبية.
- وصف ستيفن بينكر غريزة اللغة باعتبارها قدرة مدمجة متطورة من أجل تعلم اللغة (إن لم تكن الكتابة أيضًا). سعى كتابه كيف يعمل العقل المنشور في عام 1997 إلى تعميم النظرية الحاسوبية للعقل على نطاق واسع من الجماهير.
- اقترح هيلاري بوتنام الوظيفية من أجل وصف الوعي، مؤكدًا اعتبار الحوسبة ما يستطيع بالفعل معادلة الوعي، بغض النظر عن عمل الحوسبة في الدماغ أو في الحاسوب.